# アンドルーヴ・スタディオン
アンドルーヴ・スタディオン（Andrův stadion）は、チェコ・オロモウツにあるサッカー専用スタジアム。SKシグマ・オロモウツがホームスタジアムとして使用している。

## 概要
チェコ国内で5番目に多い収容人数である12,474人を誇り、UEFAが主催するすべての国際大会を開催できるスタジアムである。

## 開催された主な試合
- 国際Aマッチ

| 日付           | ホームチーム     | 結果 | アウェーチーム | ラウンド                      |
| -------------- | ---------------- | ---- | -------------- | ----------------------------- |
| 1991年3月27日  | チェコスロバキア | 4-0  | ポーランド     | 親善試合                      |
| 1991年10月16日 | チェコスロバキア | 2-1  | アルバニア     | UEFA EURO '92予選             |
| 1998年3月25日  | チェコ           | 2-1  | アイルランド   | 親善試合                      |
| 2002年8月21日  | チェコ           | 4-1  | スロバキア     | 親善試合                      |
| 2003年6月11日  | チェコ           | 5-0  | モルドバ       | UEFA EURO 2004予選            |
| 2005年9月7日   | チェコ           | 4-1  | アルメニア     | 2006 FIFAワールドカップ・予選 |
| 2010年9月7日   | チェコ           | 0-1  | リトアニア     | UEFA EURO 2012予選            |
| 2012年11月14日 | チェコ           | 3-0  | スロバキア     | 親善試合                      |
| 2013年3月22日  | チェコ           | 0-3  | デンマーク     | 2014 FIFAワールドカップ・予選 |
| 2014年6月3日   | チェコ           | 1-2  | オーストリア   | 親善試合                      |
| 2019年6月10日  | チェコ           | 3-0  | モンテネグロ   | UEFA EURO 2020予選            |
| 2020年9月7日   | チェコ           | 1-2  | スコットランド | UEFAネーションズリーグ2020-21 |
| 2021年11月11日 | チェコ           | 7-0  | クウェート     | 親善試合                      |
| 2022年11月16日 | チェコ           | 5-0  | フェロー諸島   | 親善試合                      |

## ギャラリー

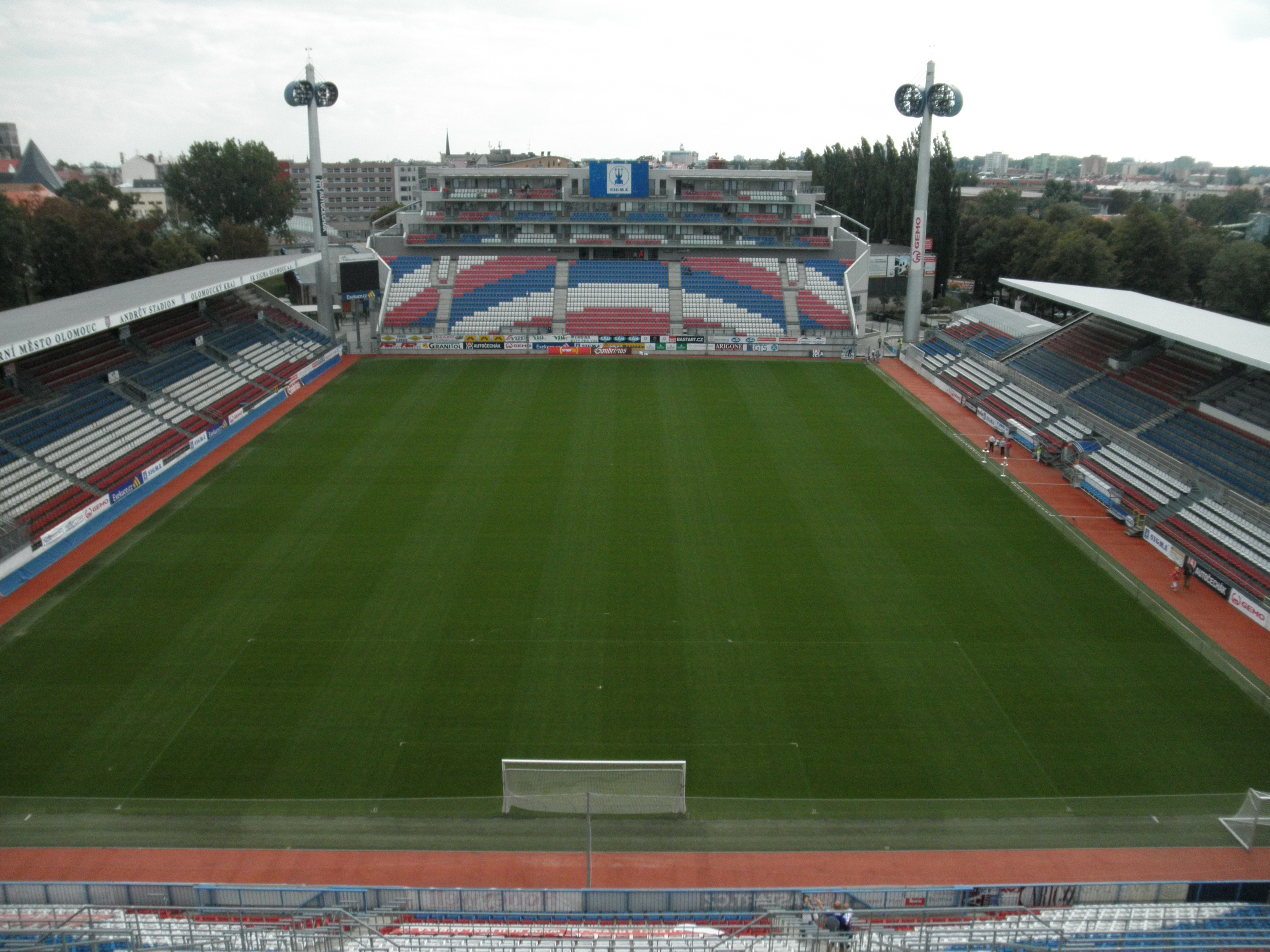
2012年のスタジアム1
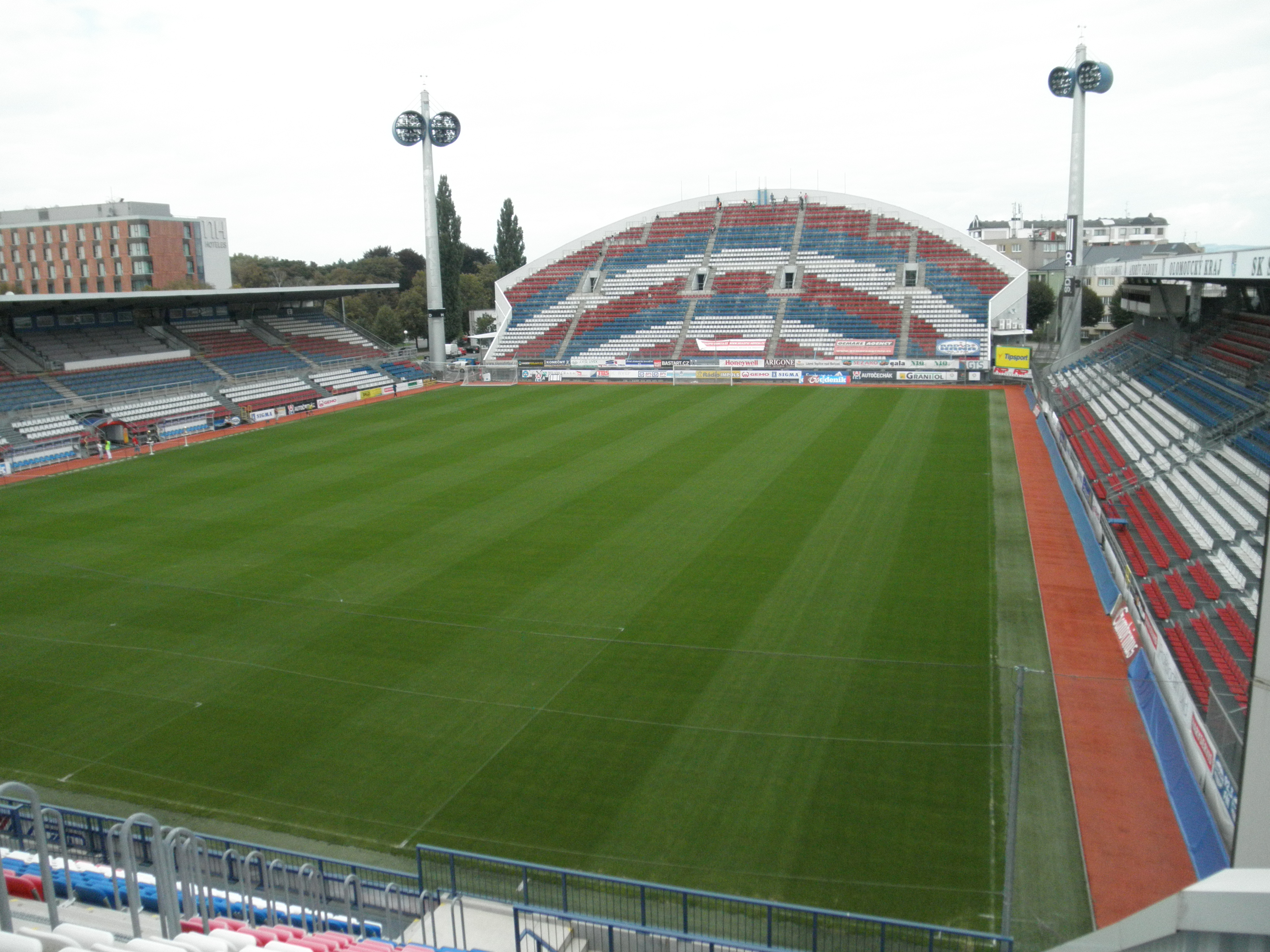
2012年のスタジアム2
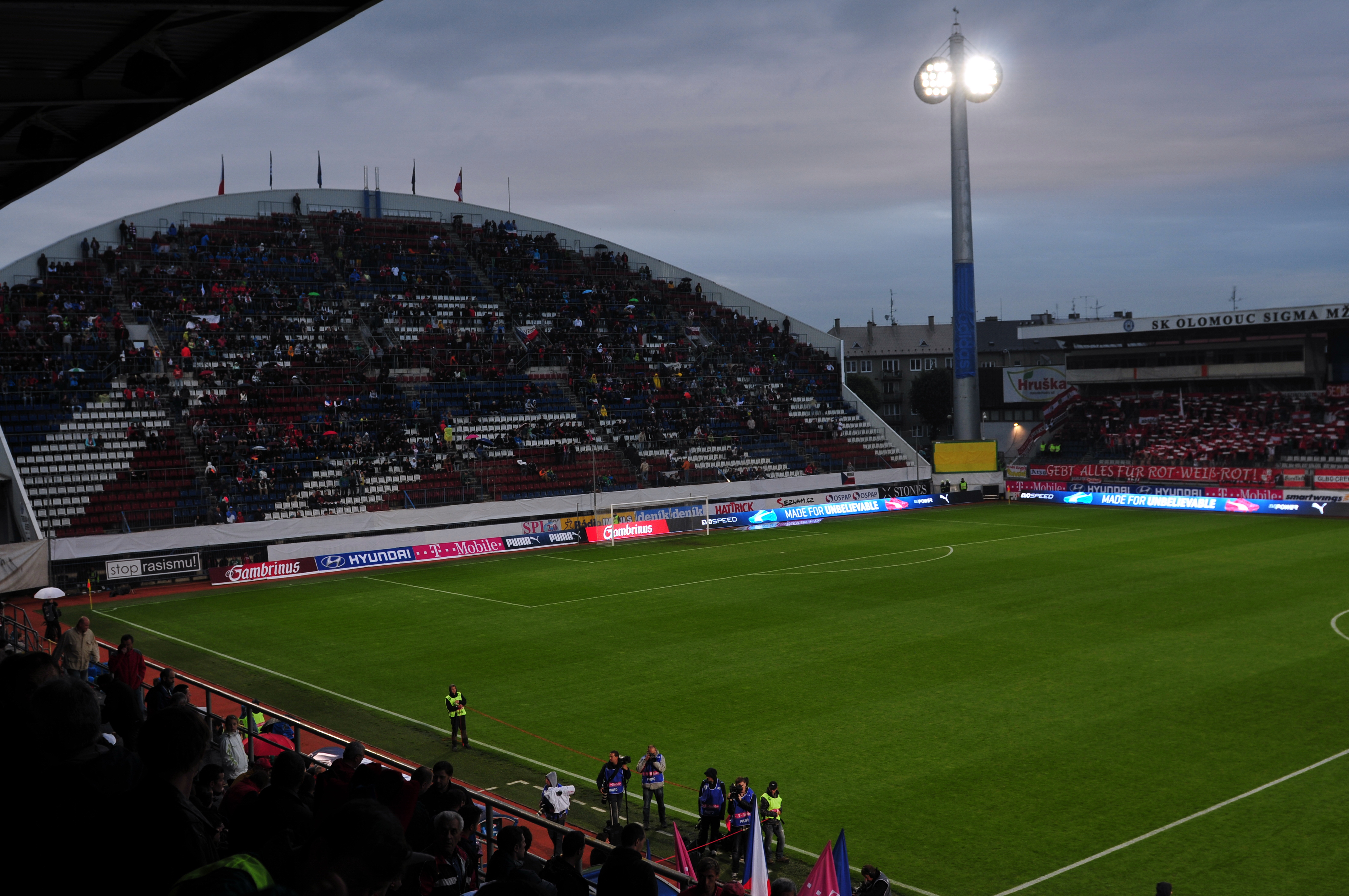
2014年のスタジアム1
2014年のスタジアム2